# 누드 사진

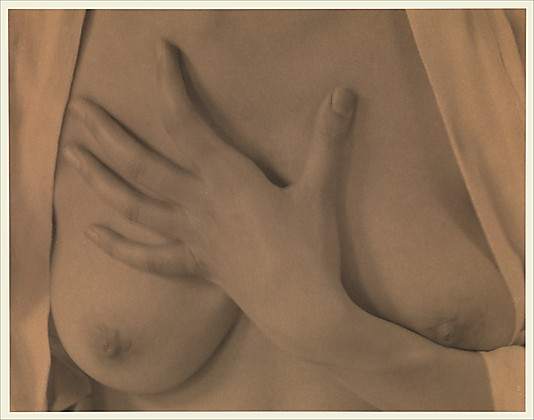
알프레드 스티글리츠의 작품 Georgia O’Keeffe, Hands and Breasts (1919)

나체/누드 사진(裸體寫眞, 영어: nude photography)은 사람의 나체나 반나체 상태의 이미지, 또는 나체를 연상시키는 이미지를 담은 사진 창작물을 말한다. 누드 사진은 교육적 용도 및 상업적 용도, 예술적 창작물 등 다양한 목적으로 촬영한다. 누드 사진의 전시나 출판은 논란이 될수 있는데, 일부 국가나 문화권에서는 다른 나라보다 더 민감하게 받아들일 수 있으며, 특히 대상이 미성년자라면 더욱 그러하다.

## 교육
누드 사진은 민족지 연구, 인체생리학, 성교육과 같은 과학적, 교육적 목적으로 사용될 수 있다. 이러한 맥락에서 누드 사진은 대상 자체나 이미지의 아름다움, 에로티시즘이 아닌, 이미지가 만들어진 교육적이거나 실증적 목적에 주안점을 둔다.
누드 이미지는 분석을 위하여, 또는 의학이나 기타 교과서, 과학 보고서, 기사, 논문과 함께 사용할 수 있다. 이러한 유형의 누드 사진은 근본적으로 예시적인 성격을 띠기 때문에 뒷받침하는 문맥의 핵심적인 특징을 보여주는 꼬리표가 달린다.

## 상업

### 에로틱
사진이 처음으로 촬영된 날부터, 나체는 이 새로운 매체를 채택한 사람들에게 영감의 원천이었다. 누드 사진은 실제의 나체를 포착하고 있어 당시의 사회 규범에 위배되었고, 초기 이미지의 대부분은 치밀하게 숨겨지거나 몰래 유포되었다. 많은 문화권에서 예술 속 나체를 받아들이면서도 실제 나체는 꺼린다. 예를 들어, 누드화를 전시하는 미술관에서조차도 일반적으로 방문자의 과도한 나체 노출을 받아들이지 않을 것이다. 미국의 사진가 알프레드 체니 존스턴은 종종 지그펠드 폴리스를 촬영하였다. 그가 운영한 사진 스튜디오는 상업적으로 크게 성공하였는데, 주로 남성과 여성 패션과 같은 다양한 고급 소매 제품 잡지 광고를 제작하였으며, 수백 명의 예술가와 쇼걸들의 사진을 촬영했고 이 중에는 누드 사진도 있었다. 그의 누드 이미지(일부 이름이 있으나 대부분은 익명) 대부분은 사실상 지그펠드 폴리스의 쇼걸들이었지만, 이러한 대담하고 보정하지 않은 신체 전면의 이미지는 확실히 1920년대와 1930년대에 공개적으로 출판되지는 않았을 것이다. 때문에 이 이미지들은 단순히 그의 개인적인 예술 작품이거나, 쇼맨 플로 지그펠드의 개인적인 즐거움을 위한 촬영 지시로 인해 만들어진 것으로 추측된다.

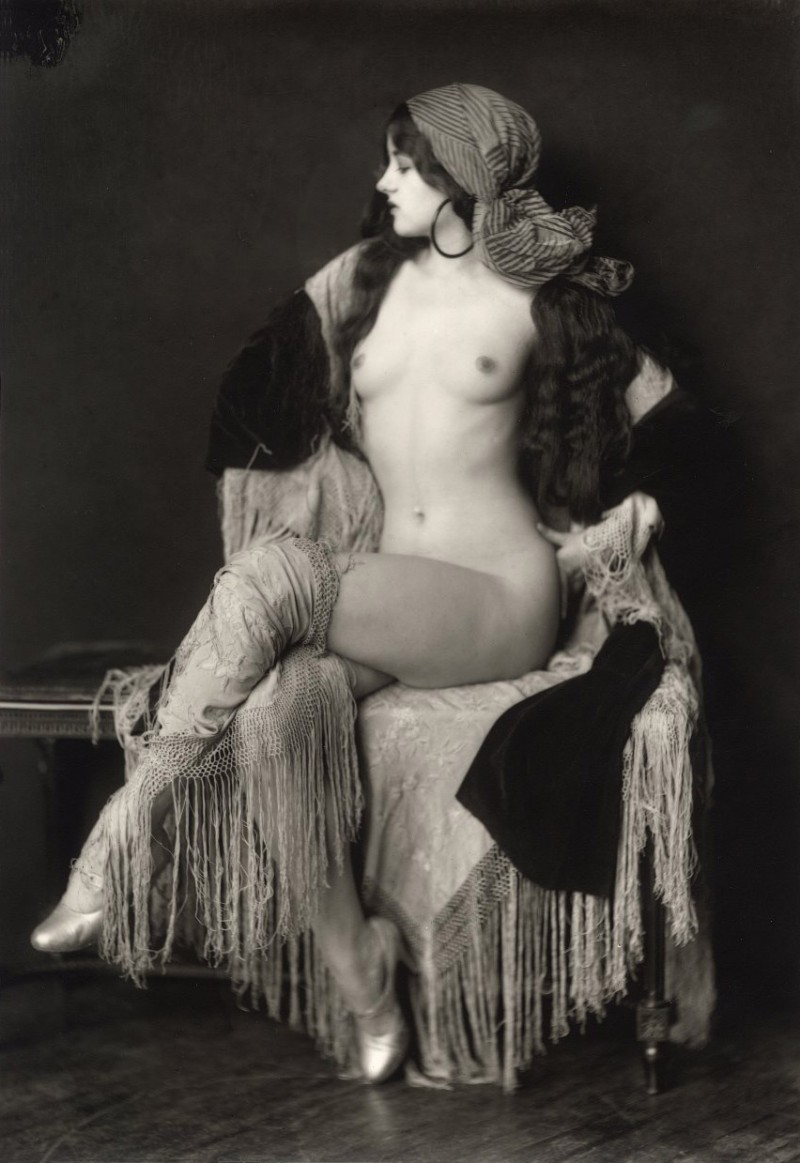
Virginia Biddle, by Alfred Cheney Johnston
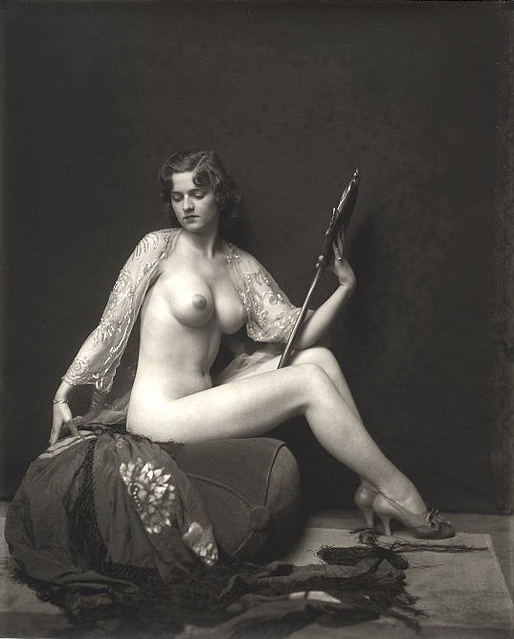
Johnston's photo of Ziegfeld Follies showgirl Dorothy Flood
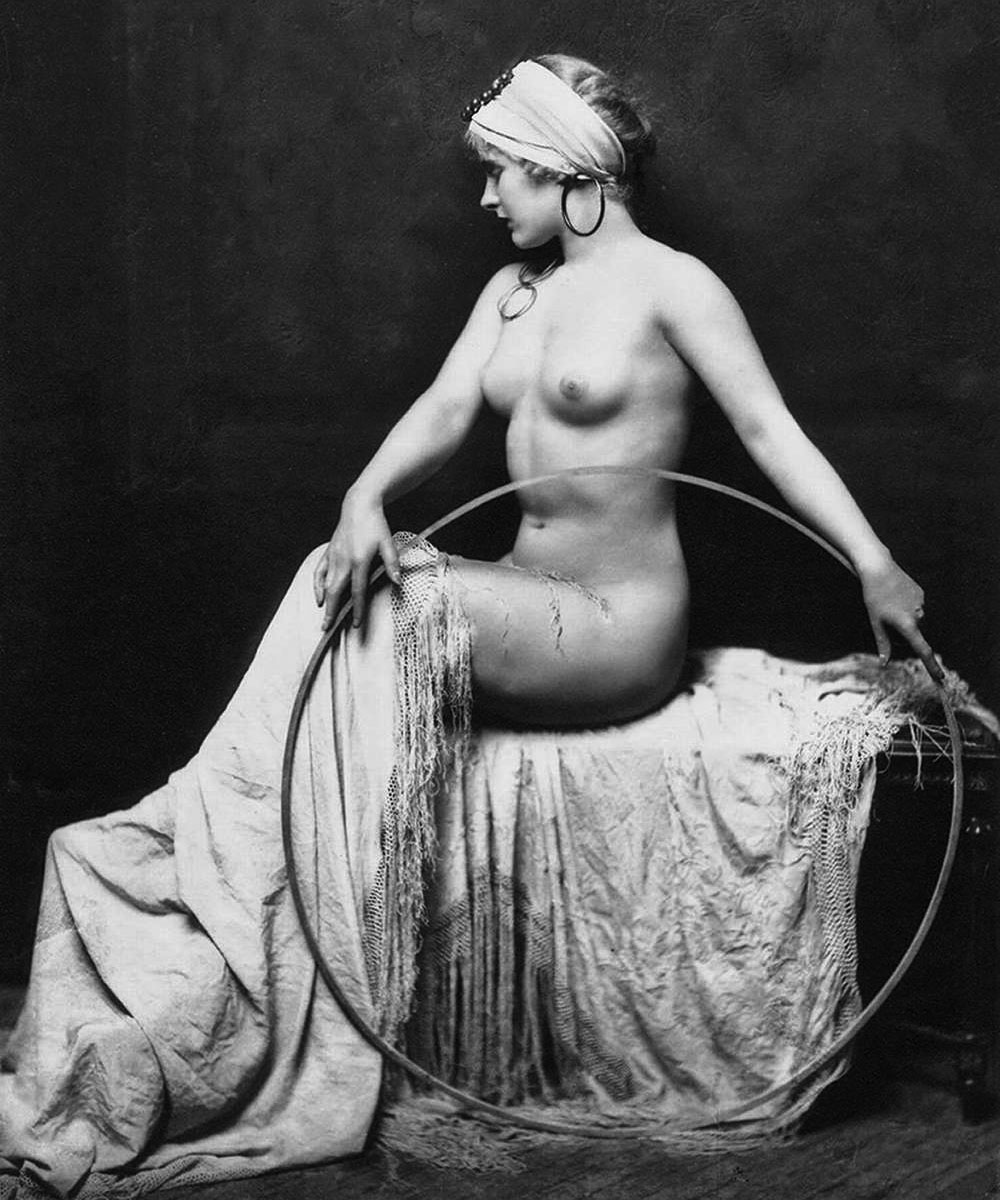
Classic Johnston 1920s nude portrait of unidentified model, most likely a Ziegfeld Follies showgirl

### 글래머
글래머 사진의 주제는 보통 여성이 많으며, 낭만적이고 매력적이며 성적으로 유혹적인 방식으로 대상을 강조한다. 피사체가 완전히 옷을 갖춰 입거나 반나체 상태일 수 있지만, 글래머 사진은 의도적으로 감상자를 성적으로 흥분시키고 포르노그래피로 취급되는 것에 거의 근접한 장르이다. 1960년대 이전에는 글래머 사진을 흔히 에로틱 사진이라 불렀다.

### 광고
나체와 선정적인 이미지는 현대 문화에서 흔하며 상품 판매를 위한 광고에 널리 쓰인다. 이 광고 형식의 특징은 일반적으로 여기에 사용되는 이미지가 광고하는 상품과 직접적인 연관이 없다는 것이다. 이러한 이미지의 목적은 잠재 고객이나 사용자의 관심을 끄는 것이다. 이미지에는 실제 나체나 나체를 암시하는 모습, 글래머 사진 등이 쓰인다.

### 엔터테인먼트
나체나 반나체 이미지는 엔터테인먼트에도 널리 사용되며, 때때로 성인 엔터테인먼트라고도 칭한다. 엽서, 핀업, 기타 포맷의 형식이 있다.
주류 잡지는 나체나 반나체 주제의 이미지를 종종 표지로 삼는다. 1990년대 초반, 데미 무어는 《배너티 페어》의 데미의 생일 수트(Demi's Birthday Suit), 모어 데미 무어(More Demi Moore) 표지를 위해 포즈를 취하였다. 남성 잡지와 같은 일부 잡지는 일반적으로 나체나 반나체 이미지를 주로 다루며, 어떤 잡지는 잡지 중간에 삽입된 접히는 누드 사진으로 유명하기도 하다.

### 음반 표지
음반 표지로 나체나 반나체 이미지가 포함된 사진을 선택하는 경우가 종종 있다. 나체가 들어간 음반 표지를 사용한 음악가로는 지미 헨드릭스(Electric Ladyland, 1968), 존 레논과 오노 요코(Unfinished Music No. 1: Two Virgins, 1968), 너바나, 블라인드 페이스(Blind Faith, 1969), 스콜피언스(Virgin Killer, 1976) 제인스 어딕션(Nothing's Shocking, 1988)이 있다. 특히 Blind Faith와 Virgin Killer 음반 표지는 사춘기 이전 소녀의 누드 이미지를 사용하여 논란이 되었고, 일부 국가에서는 다른 표지로 재발매하기도 하였다.
세관 초점은 미학과 창의성으로, 성적 흥미도 종종 보이지만 부차적인 것이다. 이것은 글래머 사진과 포르노그래피 사진 양자를 누드 사진과 구별짓다. 이들 사이의 구분이 항상 명확한 것은 아니며, 사진가는 자신의 작품을 특징지을 때 자신만의 판단을 사용하는 경향이 있지만, 감상자 또한 스스로 판단한다. 나체는 모든 매체에서 논란의 여지가 있는 주제인데, 특히 사진에 있어서는 고유의 사실주의로 인해 더 크게 논란이 된다. 남성 누드는 여성에 비해 드문 편으로, 전시 또한 흔하지 않았다.

### 역사

Durieu/Delacroix
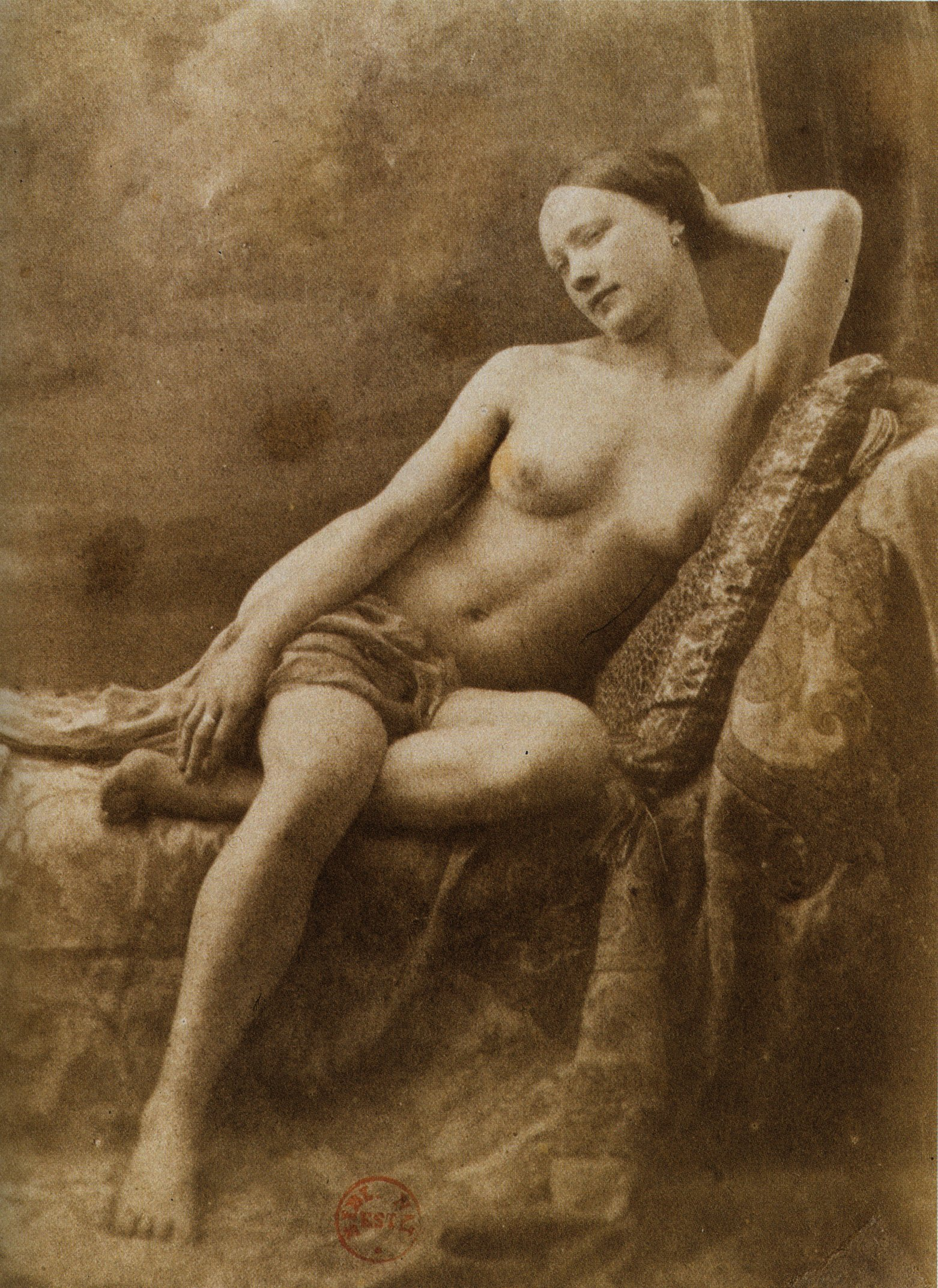
Photograph by Jean Louis Marie Eugène Durieu, part of a series made with Eugène Delacroix
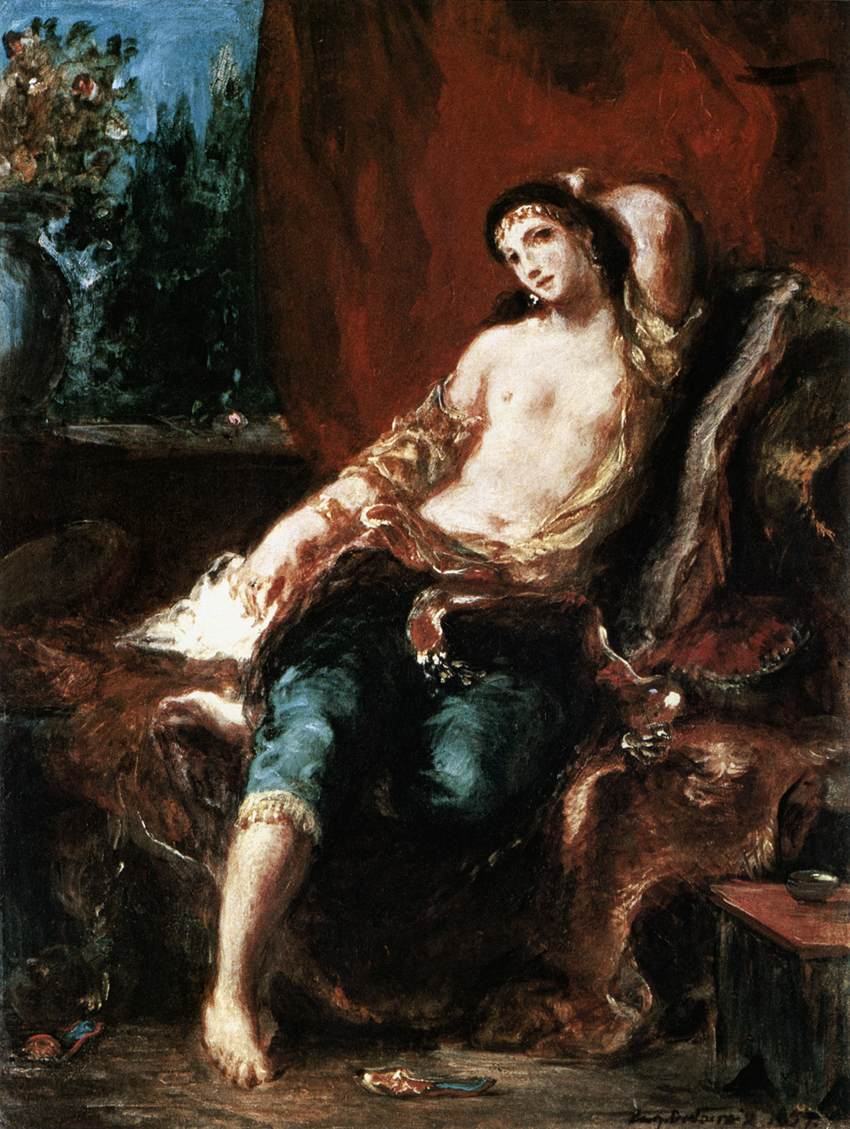
Odalisque (1857) by Eugène Delacroix, a painting with similar pose

#### 19세기
사진을 미술 매체로 확립하려고 했던 서양의 초기 미술 사진 작가들은 주로 다른 매체의 전통적인 관행에 부합하는 포즈로 여성을 나체 미술의 대상으로 선택했다. 누드 사진 이전에 예술적인 누드들은 보통 고전적인 고대 신들과 전사들, 여신들과 님프들을 암시했다. 포즈, 조명, 연초점, 비네팅, 손 리터칭 등을 사용하여 당시의 다른 예술과 견줄 만한 사진 이미지를 만들었다. 다른 언론에서 19세기 예술가들은 종종 실제 모델의 대체물로 사진을 사용했지만, 이 사진들 가운데 최고는 그들 자신의 권리를 위한 예술 작품으로 의도되기도 했다.

Historical images
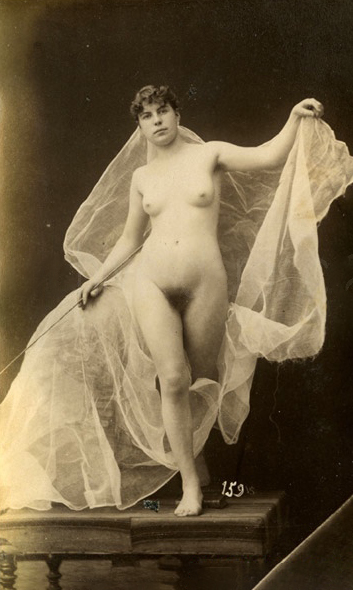
Nude by Gaudenzio Marconi, 19th century
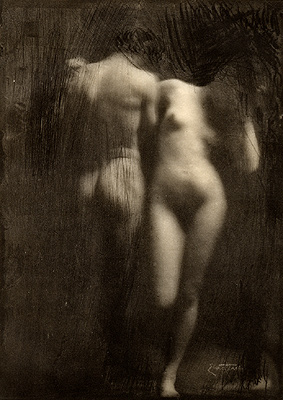
Adam and Eve by Frank Eugene, taken 1898, published in Camera Work no. 30, 1910

#### 근대
제1차 세계 대전 이후에 브라사이, 만 레이, 한스 벨머, 안드레 케르테스, 빌 브란트와 같은 아방가르드 사진 작가들은 나체의 묘사에 있어 더 실험적이 되었고, 반사 왜곡과 인쇄 기법을 사용하여 고전적인 암시가 아닌 추상화 또는 실제 생활을 묘사했다. 앨프리드 스티글리츠의 조지아 오키프 사진은 냉정한 이상화보다는 친밀하고 개인적인 스타일로 표현된 초기 누드 사진의 일부 예시이다. 에드워드 웨스턴, 이모젠 커닝엄, 루트 베른하르트, 해리 캘러핸, 에밋 고윈, 에드바르트 슈타이헨은 이 추세를 계속했다. 웨스턴은 대형 카메라를 사용하여 자연과 풍경 뿐만 아니라 나체의 이미지를 캡처하여 사진을 미술 매체로 확립하는 등 특히 미국의 미학을 발전시켰다. 웨스턴은 1937년에 존 사이먼 구겐하임 기념 펠로십을 수상한 최초의 사진 작가가 되었다. 웨스턴의 작품의 유명한 예는 케어리스 윌슨이 있다. 많은 미술 사진 작가들은 그들의 작품에서 다양한 주제를 가지고 있는데, 누드 사진 작가는 그들 가운데 하나이다. 다이안 아버스는 나체주의자 캠프를 포함한 특이한 환경에서 특이한 사람들에게 끌렸다. 리 프리들랜더는 젊은 모델로서 가수 마돈나라는 전통적인 주제를 더 많이 다루었다.

#### 현대
미술과 글래머의 구별은 종종 마케팅 수단 가운데 하나인데, 미술은 갤러리나 딜러를 통해 예술가가 서명한 한정판으로 판매되고, 글래머는 대중 매체를 통해 유통된다. 어떤 사람들에게는 그 차이가 모델의 시선에 있다고 느껴지는데, 글래머 모델들은 카메라를 들여다보는 반면, 미술 모델들은 그렇지 않다. 글래머와 패션 사진 작가들은 일부 작품에서 미술적 지위를 열망해 왔다. 그런 사진 작가 가운데 한 명인 어빙 펜은 《보그》에서 케이트 모스와 같은 패션 모델들의 누드 사진을 촬영하는 것으로 발전했다. 리처드 애버던, 헬무트 뉴턴, 애니 리버비츠는 유명 인사들의 초상화를 그리며 비슷한 길을 걸어왔는데, 그들 중 다수는 나체이거나 부분적으로 옷을 입었다. 명성이 종종 미술의 소재가 된 포스트모더니즘 시대에는 나스타샤 킨스키가 비단뱀과 함께 찍은 애버던의 사진, 데미 무어의 임신과 보디 페인팅을 주제로 한 리버비츠의 잡지 표지 사진이 상징이 되었다. 조이스 테네슨의 작품은 삶의 모든 단계에서 여성들을 보여주는 독특하고 부드러운 초점 스타일을 가진 미술에서 유명한 사람들의 초상화와 패션 사진에 이르기까지 다른 길을 갔다.
누드 사진 작가들은 신체를 조각적 추상화로서 보여주는 확립된 형태 안에서 주로 일해왔지만, 로버트 메이플소프와 같은 몇몇 작품들은 의도적으로 에로틱 사진과 예술의 경계를 흐리게 하는 작품들을 만들어냈다.
몇몇 사진 작가들은 미성년자를 피사체로 한 누드 사진 때문에 논란이 되고 있다. 데이비드 해밀턴은 에로틱한 주제를 자주 사용했다. 샐리 맨은 강에서 나체로 수영을 하는 것이 흔한 일이었던 미국 버지니아주의 시골에서 성장했기 때문에 그의 가장 유명한 사진들 가운데 상당수에서 나체로 수영하는 그의 자녀들이 등장한다. 이보다 덜 유명한 사진 작가들은 자신들의 자녀가 등장한 사진이 문제가 되어 범죄자로 기소되기도 했다.
신체 이미지는 미에 대한 기존의 편견에 맞지 않는 신체 모형들과 함께 일하는 많은 사진 작가들에 의해 탐구된 주제가 되었다.

Contemporary
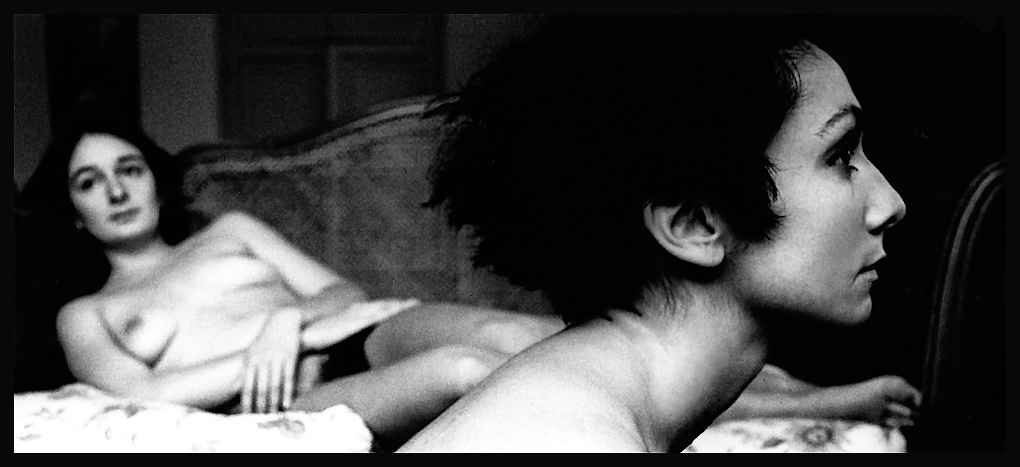
Nudes (1980) by Augusto De Luca
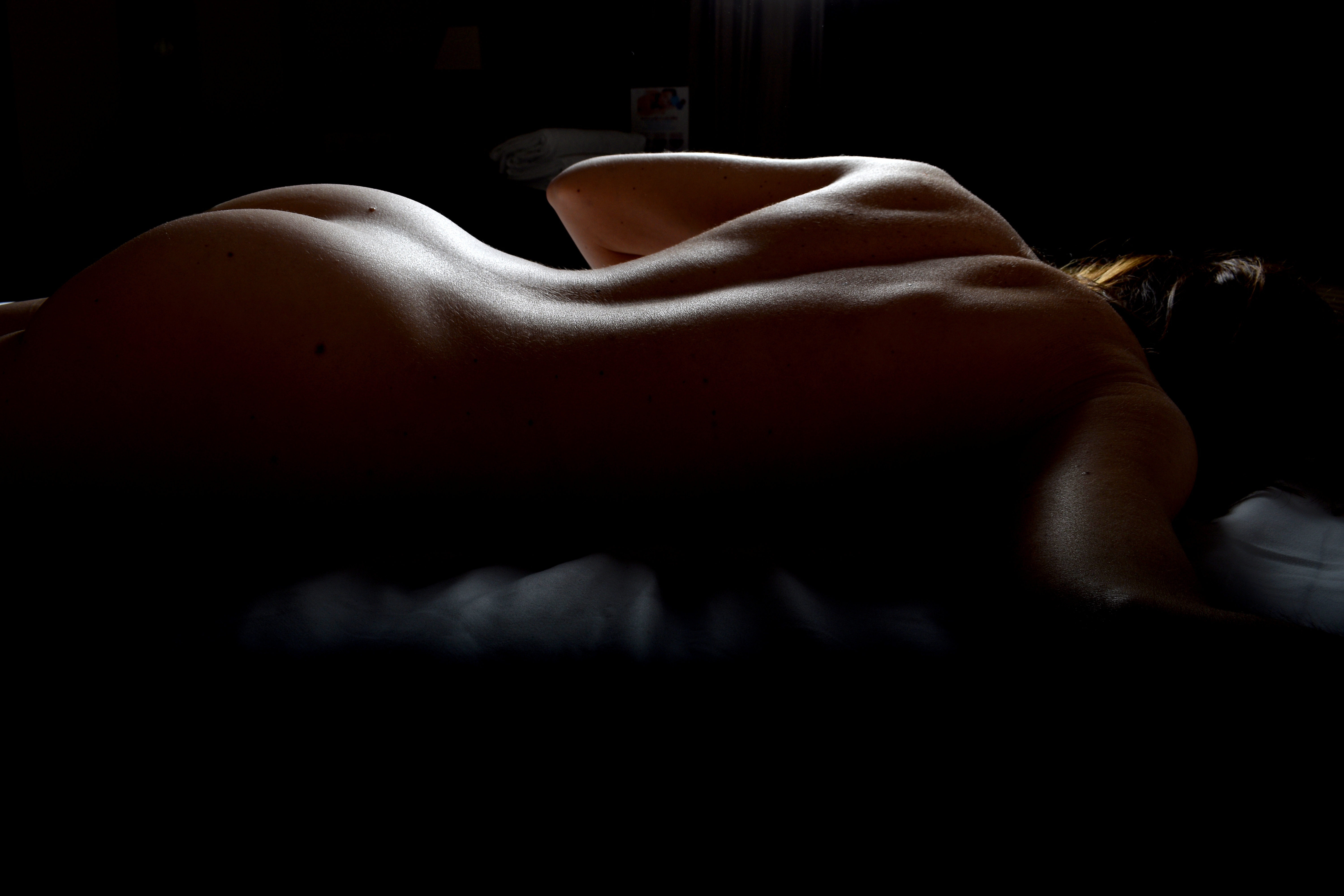
Female Body Landscape (2017) by Cosme Madini
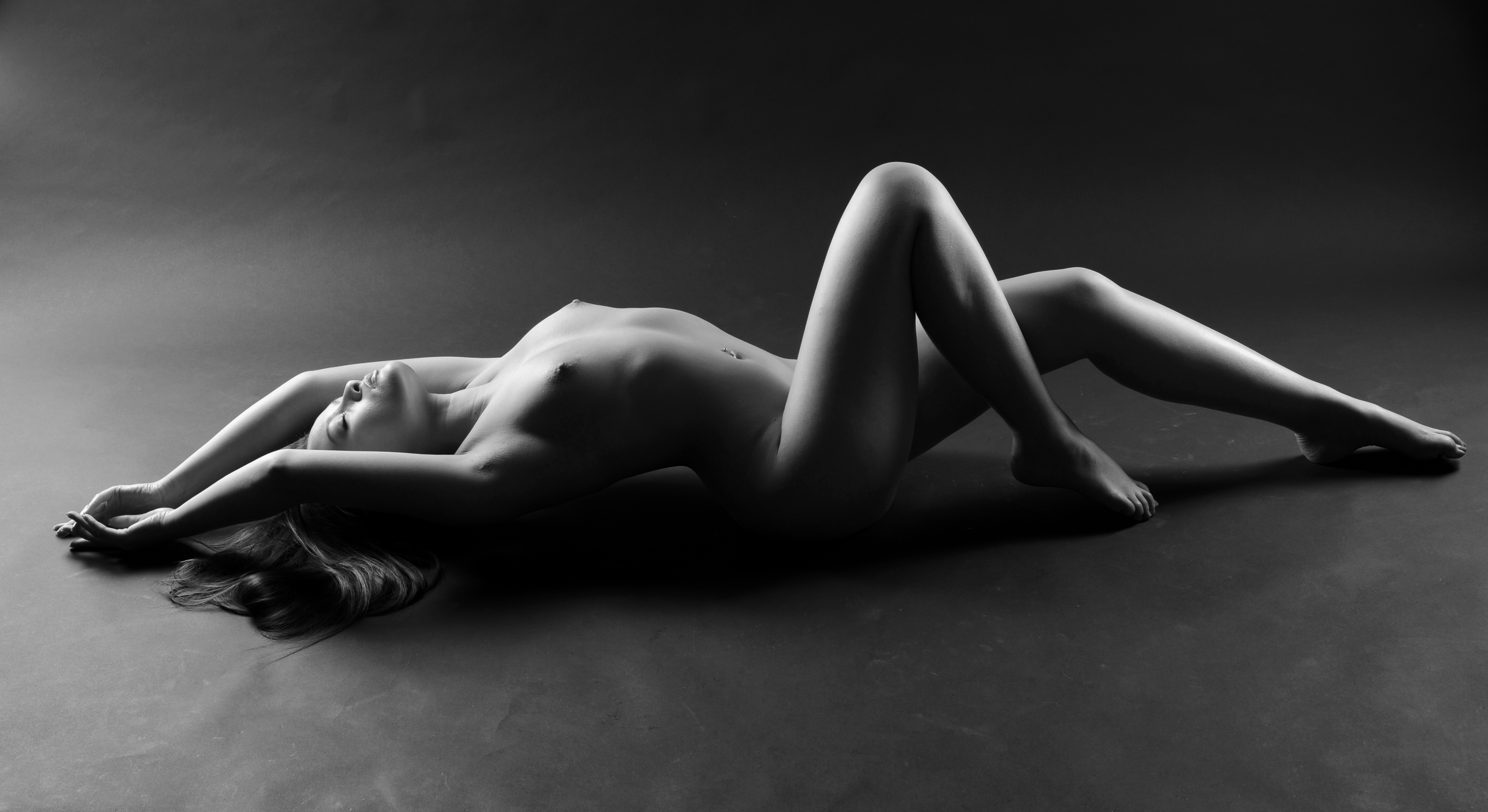
Nu artistique féminin (2011) by Jean-Christophe Destailleur

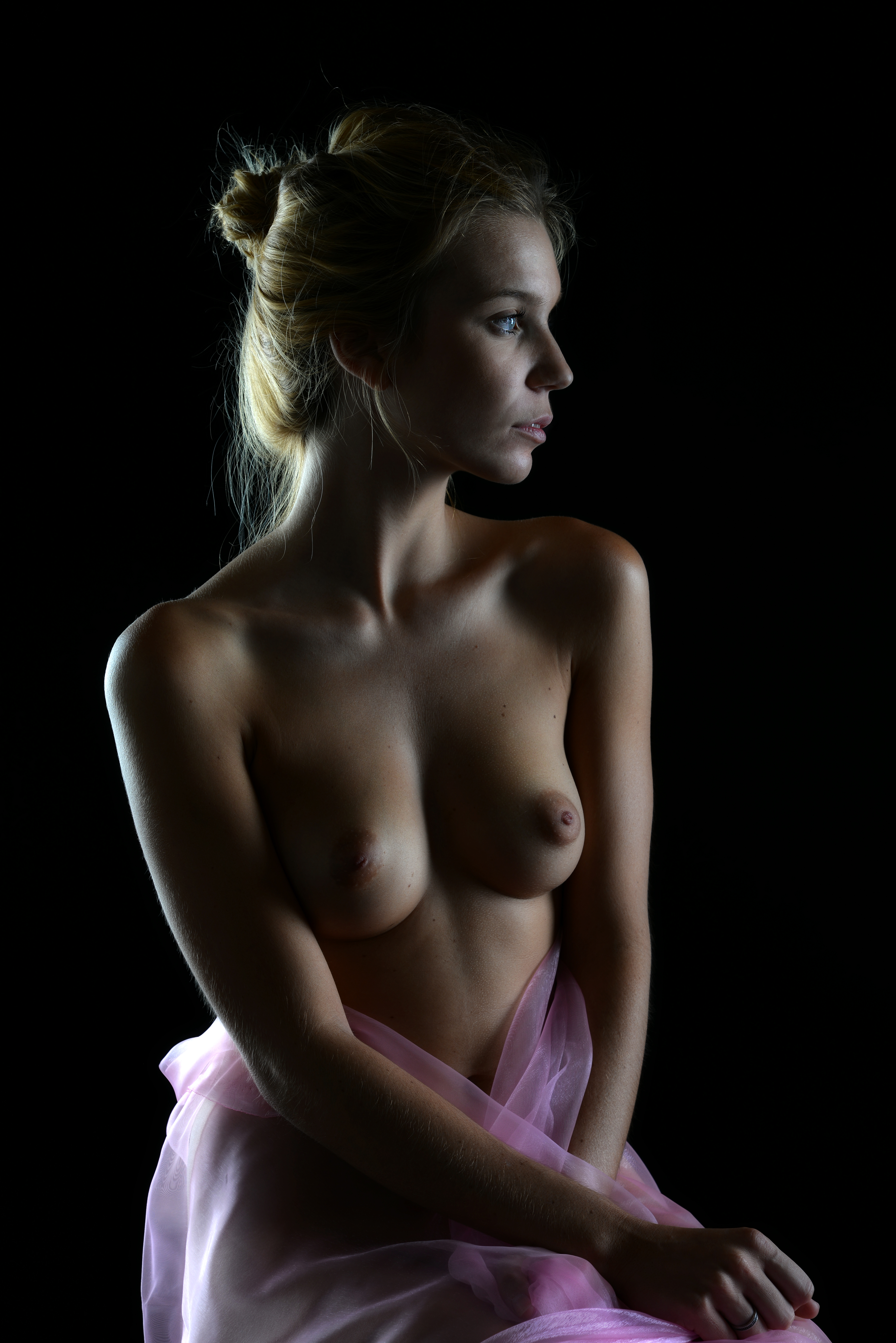
Topless sitting woman (2014) by Patrick Subotkiewiez
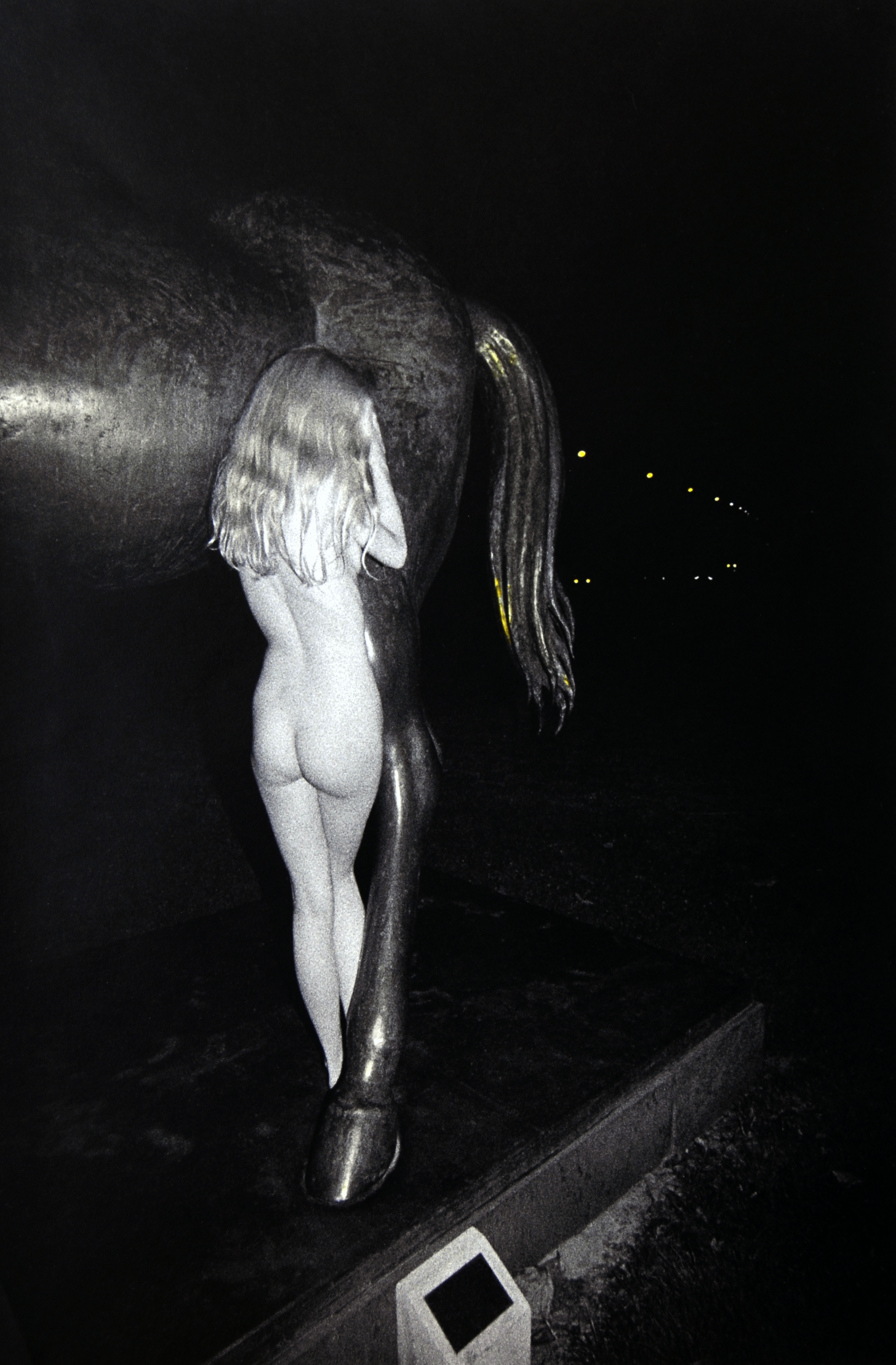
Equus (1989) by Sergio Valle Duarte

## 같이 보기
- 나체 예술 촬영
- 나체 미술
- 나체 묘사
- 예술사진